# Krågedal
Krågedal är en bebyggelse vid västra stranden av Åsunden i Kinda kommun. Bebyggelsen klassades som småort 2023.